# Moritz Friedrich Illig
Moritz Friedrich Illig (* 30. Oktober 1777 in Erbach (Odenwald); † 26. Juli 1845 in Darmstadt) war ein deutscher Uhrmacher und der Erfinder der Leimung des Papiers in der Masse.

## Familie und Ausbildung

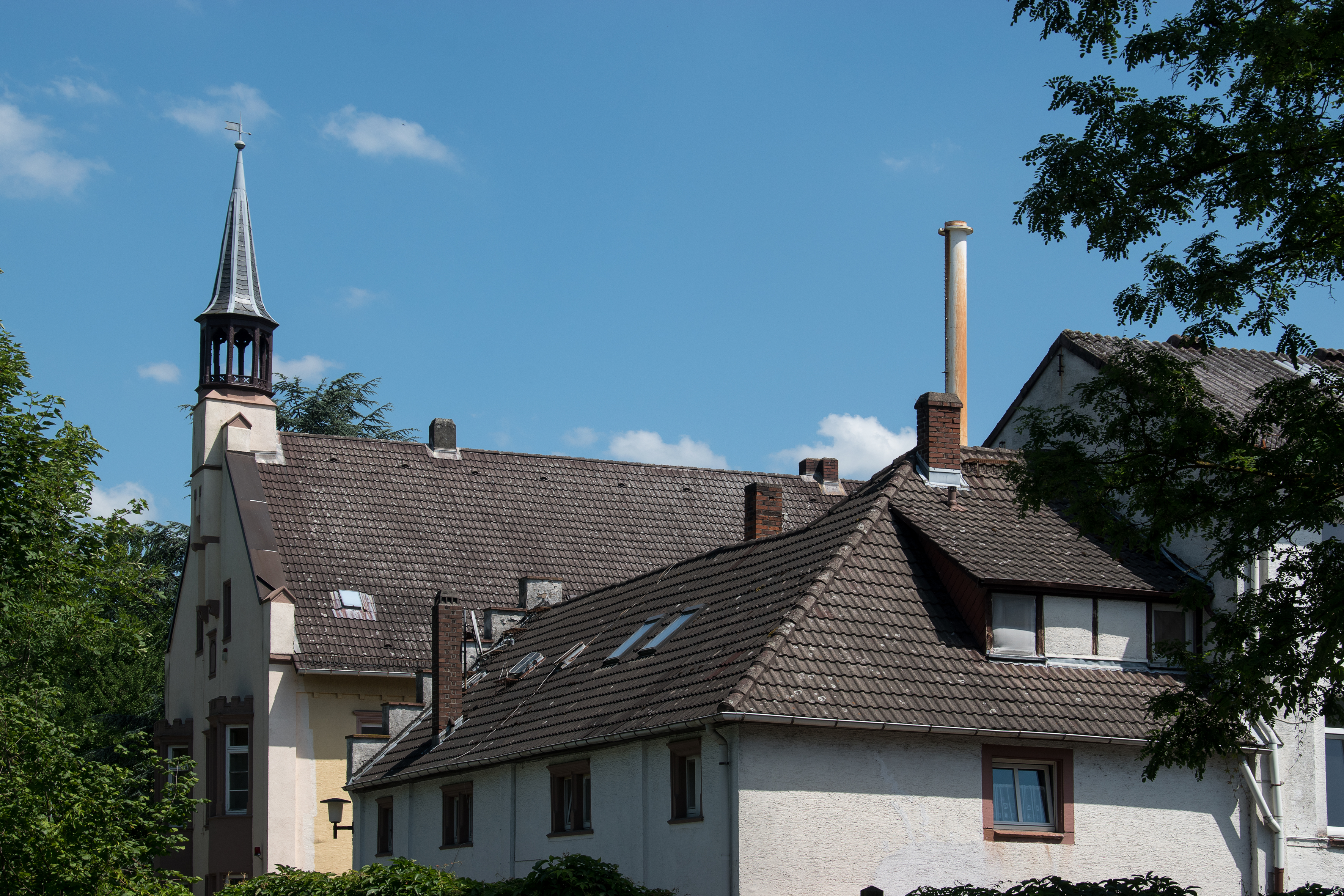
Die ehemalige Illig'sche Papierfabrik in Nieder-Ramstadt

Moritz Friedrich Illig wurde als Sohn des Papierfabrikanten Johannes Illig und dessen Gattin Christiane Elisabeth Wittich geboren. Sein Vater war Besitzer der Papiermühle in Erbach. Der Großvater hatte die Papiermühlen in Unter-Schmitten und Nieder-Ramstadt besessen. Illig entsprang einer weitverzweigten Papiermacher-Dynastie, deren Ursprung in der Schweiz vermutet wird. Die Illigs gehören zu den Vorfahren von Friedrich Karl Henkel, dem Gründer des Henkel-Konzerns.
Zunächst ließ sich Moritz Friedrich Illig mit 13 Jahren in Amorbach zum Uhrmacher ausbilden. Darauf zog er zur weiteren Ausbildung nach La Chaux-de-Fonds, einem Zentrum der Schweizer Uhrenherstellung. Obwohl er eine exzellente Ausbildung genossen hatte, fand Illig bei seiner Rückkehr nach Deutschland keine Anstellung im Uhrmacherhandwerk, worauf er in einer Kröllwitzer Papierfabrik zu arbeiten begann. Die Leitung der väterlichen Papierfabrik übernahm Moritz Friedrich Illig Anfang des 19. Jahrhunderts.
Über seinen mütterlichen Großvater war Moritz Friedrich Illig ein Enkel des Kilian Ludwig Wittich, der als Amtssekretär im hessen-darmstädtischen Amt Dornberg wirkte. Die Familie Wittich stellte landgräflich hessen-darmstädtische sowie großherzoglich hessische Hofbuchdrucker. Dazu wurde in der Wittich'schen Hofbuchdruckerei in Darmstadt, das Frag- und Anzeigenblatt verlegt.
Durch die mütterlich-großmütterliche Abstammung von Johann Christoph Scriba, der als Pfarrer zu Eberstadt und Nieder-Beerbach wirkte, war Illig ein Verwandter des Wirklichen Geheimen Staatsrats Johann Georg Scriba und wird in der scribaischen Genealogie als Mitglied der Familie Scriba geführt, die ihre Stammreihe 1567 mit Heinrich Schneider genannt Scriba beginnt und einen Zweig hervorbrachte, welcher 1793 in den Reichsadelsstand erhoben wurde. Außerdem gehörte Illig über die Gelehrtenfamilie Scriba zu den Nachkommen der Edelherren von Grafschaft.
Ebenfalls war der Erfinder, Uhrmacher und Papierfabrikant Moritz Friedrich Illig mit dem Kunstverleger Karl Christian Köhler verwandt, dessen Mutter Marie Katharine Köhler eine Tochter des großherzoglich hessischen Kommissionsrats Johann Christian Illig war. Zur Verwandtschaft gehörte ebenso Sophie Eleonore Illig, die Gattin des Buchhändlers Gustav Georg Lange.
Moritz Friedrich Illig war mit Marie Elisabeth Pfeil verheiratet. Der Ehe entstammten die drei Söhne Johann Wilhelm Illig, Christian Karl Illig und Georg Gottlieb Illig sowie die Tochter Jakobine Florentine Theodore Illig.

## Verdienst und Arbeiten
Durch die Erfindung der Harzleimung für Papier in der Masse erlangte Illig seine herausragende Bedeutung postum. Sie ersetzte die gängige Leimung des Papiers mit Glutinleim und wurde zum Garanten für die industrielle Massenherstellung von Papiererzeugnissen.
Das von Moritz Friedrich Illig entwickelte Verfahren wurde bis in die 1970er Jahre verwendet.
Doch schon während seiner Lebzeiten war Illig ein naturwissenschaftlich-technisch begabter Mechanikus. Seine Werkstatt führte er seit 1813 in Darmstadt. Dort fertigte er unter anderem für das Observatorium der Residenzstadt ein mechanisches Instrument. Weiterhin stammten von Friedrich Moritz Illig das Gehwerk im Glockenspiel des Stadt- und Residenzschlosses Darmstadt sowie die Turmuhr im Schloss Wolfsgarten. Für das Alte Palais schuf Illig ein Uhrwerk, das sich in der dortigen Flötenuhr befindet.

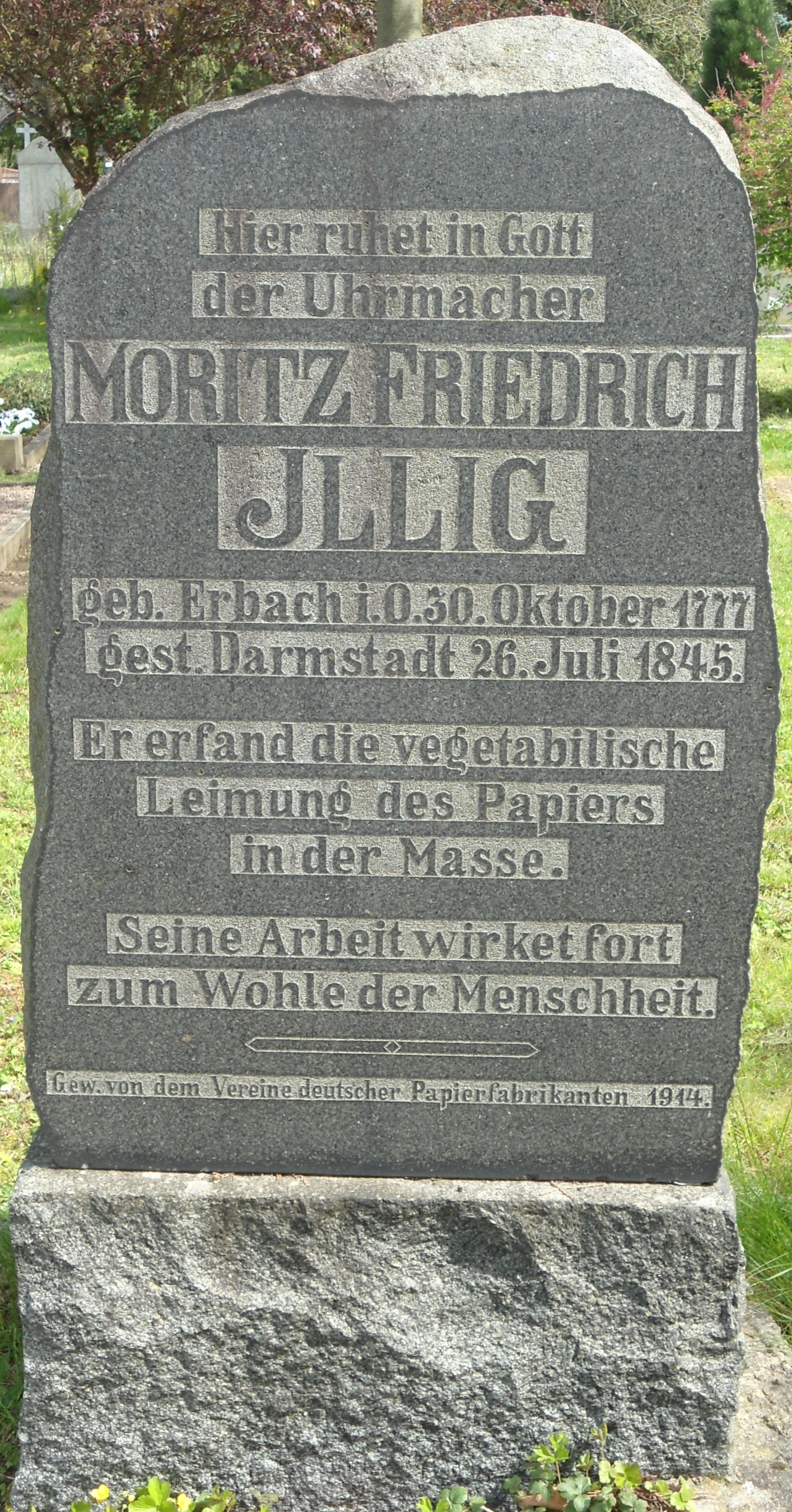
Ehrengrab des Erfinders Moritz Friedrich Illig auf dem Alten Friedhof Darmstadt

Auf dem Grabdenkmal für Moritz Friedrich Illig, das sich auf dem Alten Friedhof in Darmstadt befindet und dort zu den Ehrengräbern gehört, steht die Inschrift: Seine Arbeit wirket fort zum Wohle der Menschheit.
Der Illigweg in der Darmstädter Waldkolonie erinnert an den großen Erfinder Moritz Friedrich Illig.

## Werke
- Moritz Friedrich Illig: Anleitung, auf eine sichere, einfache und wohlfeile Art Papier in der Masse zu leimen. Als Beitrag zur Papiermacherkunst. Nachdruck der Originalausgabe von 1807. Forschungsstelle Papiergeschichte Mainz, 1959.